# BOE T162
Der BOE T162 ist ein 1950 von Waggonbau Graaff in Elze entwickelter und an die Bremervörde-Osterholzer Eisenbahn (BOE) ausgelieferter Dieseltriebwagen.

## Geschichte
Nach dem Zweiten Weltkrieg mussten neue Fahrzeuge als Ersatz für die während des Krieges verlorengegangenen beschafft und neue Lieferanten für die nach dem Krieg nicht mehr zur Verfügung stehenden gesucht werden. Da sich die BOE zu der Zeit entschloss, einen neuen Triebwagen zu beschaffen, wurde mit dem Waggonbau Graaff ein Hersteller in der Region gefunden. Der zu entwickelnde Verbrennungstriebwagen sollte einerseits zwischen den Bahnhöfen Bremervörde und Osterholz verkehren, auf der zu der Zeit die Streckenhöchstgeschwindigkeit von 30 km/h auf 50 km/h erhöht wurde, dazu sollte er von Osterholz aus Zubringerfahrten auf der Bahnstrecke Bremen–Bremerhaven durchführen. Deshalb wurde die Höchstgeschwindigkeit des Triebwagens von 70 km/h gefordert.
Die Motorleistung des Triebwagens sollte so ausreichend sein, dass er zwei Personenwagen mit den geforderten Geschwindigkeiten schleppen konnte. Die Überlegungen Doppelmotoranlage/einfacher stärkerer Motor führten zur Doppelmotoranlage mit zwei kleineren Motoren zu je 130 PS.
Die Gründe waren:
- kleinere Motoren lassen sich unproblematisch unterflur anordnen
- bessere Anpassungsfähigkeit an wechselnde Verkehrsbelastungen
- geringerer Beschaffungspreis für die Getriebe trotz doppelter Ausführung
- betriebliche Vorteile der Doppelmaschinenanlage durch das Vorhandensein einer betrieblichen Reserve.[1]

Es wurde eine Doppelmotorenanlage mit Elementen, die damals hinlänglich erprobt und betriebssicher waren, eingebaut: je ein Dieselmotor Bauart Klöckner-Humboldt-Deutz FM 517, je ein Mylius-Getriebe und je ein Achswendegetriebe, welches auf die jeweils innen liegende Achse des Drehgestelles wirkte. Auf Grund der Wagenkastenlänge von 17.800 mm wurden zwei zweiachsigen Drehgestelle verwendet. Durch ein vierachsiges Fahrzeug wurde bei Erhöhung der Geschwindigkeit bei gleichbleibender Oberbauqualität eine größere Laufruhe erreicht. Der Wagenkasten wurde in selbsttragender Bauweise in Schalenbauweise ausgeführt. Um eine größere Steifigkeit zu erreichen, wurden in der Wagenkastenlängswand zusätzlich Sicken eingebracht. Zur Bauzeit des Fahrzeuges gab es noch Sicherheitsbedenken gegen die Leichtbauweise aufgrund von Vorschriften, die beim Bau von Personenwagen angewandt wurden und dem Leichtbau widersprachen.
Nicht zuletzt sprach die Instandhaltung für einen Leichtbau; so waren bei den vor dem Krieg ausgeführten Triebwagen in den Fenstertaschen vermehrt Rostschäden durch Regenwasser zu verzeichnen. Bei der Neukonstruktion in Leichtbauweise wurden die Fenster als zweigeteilte Fenster ausgeführt; das feststehende Fensterunterteil war mit dem Wagenkasten abgedichtet, der bewegliche Fensteroberteil war in 2/3 Fensterhöhe und konnte nach innen geklappt werden.
Der Wagenkasten war für 70 Sitzplätze in zwei Abteilen, zwei Vorräumen und einem Gepäckraum in einem diese Vorräume aufgeteilt. Die Einstiegstüren waren im Bereich der Vorräume als Schiebetüren ausgeführt. In den Stirnwändewaren Übergangstüren vorhanden, durch die der Zugbegleiter während der Fahrt in den Beiwagen wechseln konnte. Aus Gründen der Dichtigkeit waren diese Türen als Drehtüren ausgelegt.
Der Innenausbau entsprach dem eines Luxusomnibusses der damaligen Zeit. In den Abteilen gab es gepolsterte Sitze, wobei als Bezug ein besonders pflegeleichter Kunststoff verwendet wurde. Das vordere Abteil war vom Führerstand nur durch eine Glaswand getrennt. Der Fahrgastraum war mit Spiegeln an den Seitenwänden so ausgestattet. Die Wagenkastendecke war mit durchgehenden Platten versehen und die Seitenwände mit festen Platten verkleidet. Das Fahrzeug war mit einer Lautsprecheranlage ausgerüstet, wodurch Informationen wie Haltestellennamen angekündigt werden konnten. Der Packraum besaß eine Größe von 3,0 × 2,5 m. Er war mit Fahrradhaltern am Fußboden und an der Decke versehen. Zur Aufnahme von sperrigen Gütern konnte die Eingangstür mit einer Breite von 840 mm durch einen Klapptür zusätzlich um 250 mm verbreitert werden. Als Heizung diente eine unterflur angeordnete Warmwasserheizung. Während in der Übergangszeit die Wärme des Kühlwassers zu Heizzwecken genutzt werden konnte, schütze die Heizung bei Stillstand elektrisch das Motorkühlwasser gegen Einfrieren. Dies erleichtere das Starten des Motors in der kalten Jahreszeit.

## Betrieb
Der Triebwagen wurde zur Betriebsaufnahme von Künstler und Schriftsteller Tetjus Tügel auf den Namen „Hüklüt“, nach der Worpsweder Sage vom Riesen Hüklüt, getauft.  Bis in die 1970er Jahre war der Triebwagen bei der BOE beheimatet und unterlag hier verschiedenen Umbauten:
Es wurden die Stirntüren verschlossen, die Schürzen am Wagenkasten entfernt und die Maschinenanlage auf zwei KHD A8L614-Motoren umgerüstet.
In der Stationierungsübersicht wurde der Triebwagen als Bauart B'2' geführt.
In der Festschrift zum 100-jährigen Bestehen der BOE wird der Wagen kurz erwähnt.

## Weitere Eigentümer
1978 wurde der Triebwagen im Eigentum der Hersfelder Kreisbahn, 1985 im Bestand der Buxtehude-Harsefelder Eisenbahn geführt. Er wurde fortan mit der Inventarnummer 662 901-8 bezeichnet. 1990 war er im Bestand der Kleinbahn Leeste. Zwischen 1992 und 2004 befand sich der Triebwagen in privater Hand auf dem Gelände des ehemaligen Ausbesserungswerkes in Braunschweig, ehe er im Sommer 2004 nach Dessau überführt wurde.
2014 wurde der T162 erstmals im Bestand des Triebwagenmuseum Dessau erwähnt.
2015 wurde der Triebwagen an seinen Hersteller, die Waggonbau Graaff GmbH, verkauft und auf das Werksgelände in Elze überführt.
2024 ist das Fahrzeug in privater Sammlung am Standort Verden der Verden-Walsroder Eisenbahn gemeldet.